# Вирбово (Видинська область)
Вирбо́во (болг. Върбово) — село у Видинській області Болгарії. Входить до складу общини Чупрене.

## Населення
За даними перепису населення 2011 року у селі проживали 110 осіб.
Національний склад населення села:
| Національність   | Кількість осіб | Відсоток |
| ---------------- | -------------- | -------- |
| болгари          | 89             | 81,7%    |
| цигани           | 19             | 17,4%    |
| Всього відповіли | 109            |          |

Розподіл населення за віком у 2011 році:
Динаміка населення: